# Eugeniusz Matusiewicz
Eugeniusz Matusiewicz (ur. 18 kwietnia 1914 w Batczy, pow. Kobryń, zm. 2 listopada 1992 w Poznaniu) – polski profesor, botanik.

## Życiorys
Pochodził z rodziny nauczycielskiej. Maturę zdał w Grodnie w 1934. W 1935 rozpoczął studia rolnicze na Uniwersytecie Stefana Batorego w Wilnie. Brał udział w kampanii wrześniowej jako podporucznik rezerwy. Po nieudanej mobilizacji dostał się do Lwowa, którego bronił. Po zajęciu miasta przez Rosjan wyjechał do Wilna. Okupację przeżył pracując fizycznie w rolnictwie, a także jako instruktor uprawy tytoniu. W 1945 repatriowany do Białegostoku, gdzie pracował do 1947 w Izbie Rolniczej. Studia ukończył w 1946 na UMCS w Lublinie (praca Anatomiczne badania liści czterech odmian tytoniu). W kwietniu 1947 przyjechał do Poznania, gdzie został asystentem na Uniwersytecie Poznańskim u prof. Janusza Jagmina. Jednocześnie pracował w Lniarskiej Stacji Doświadczalnej. Doktoryzował się w 1951 (praca Studia nad fotoperiodyzmem konopi). Od 1952 był adiunktem, a od 1956 zastępcą profesora. W grudniu 1956 otrzymał tytuł docenta w Zakładzie Roślin Przemysłowych Katedry Szczegółowej Uprawy Roślin (od 1960 do 1962 był kierownikiem tego zakładu). Odbył w tym czasie staże naukowe w Sofii i Płowdiw (1958) oraz Krasnodarze (1960). W 1959 zorganizował komórkę wydawniczą Wyższej Szkoły Rolniczej w Poznaniu (był też pierwszym kierownikiem tej instytucji). Jesienią 1962 zajął się organizacją Katedry Ekologii Roślin na Oddziale Melioracji Wodnych Wydziału Rolniczego. Był też współtwórcą tego Oddziału. Profesorem nadzwyczajnym został w 1973, a zwyczajnym w 1979. W latach 1969–1981 był sekretarzem Wydziału Nauk Rolniczych i Leśnych PTPN, a potem też członkiem honorowym tego Towarzystwa. Był też członkiem Polskiego Towarzystwa Przyrodników, Polskiego Towarzystwa Botanicznego oraz Polskiego Towarzystwa Gleboznawczego. Pochowany na cmentarzu św. Jana Vianneya w Poznaniu (kwatera św. Barbary-30-8).

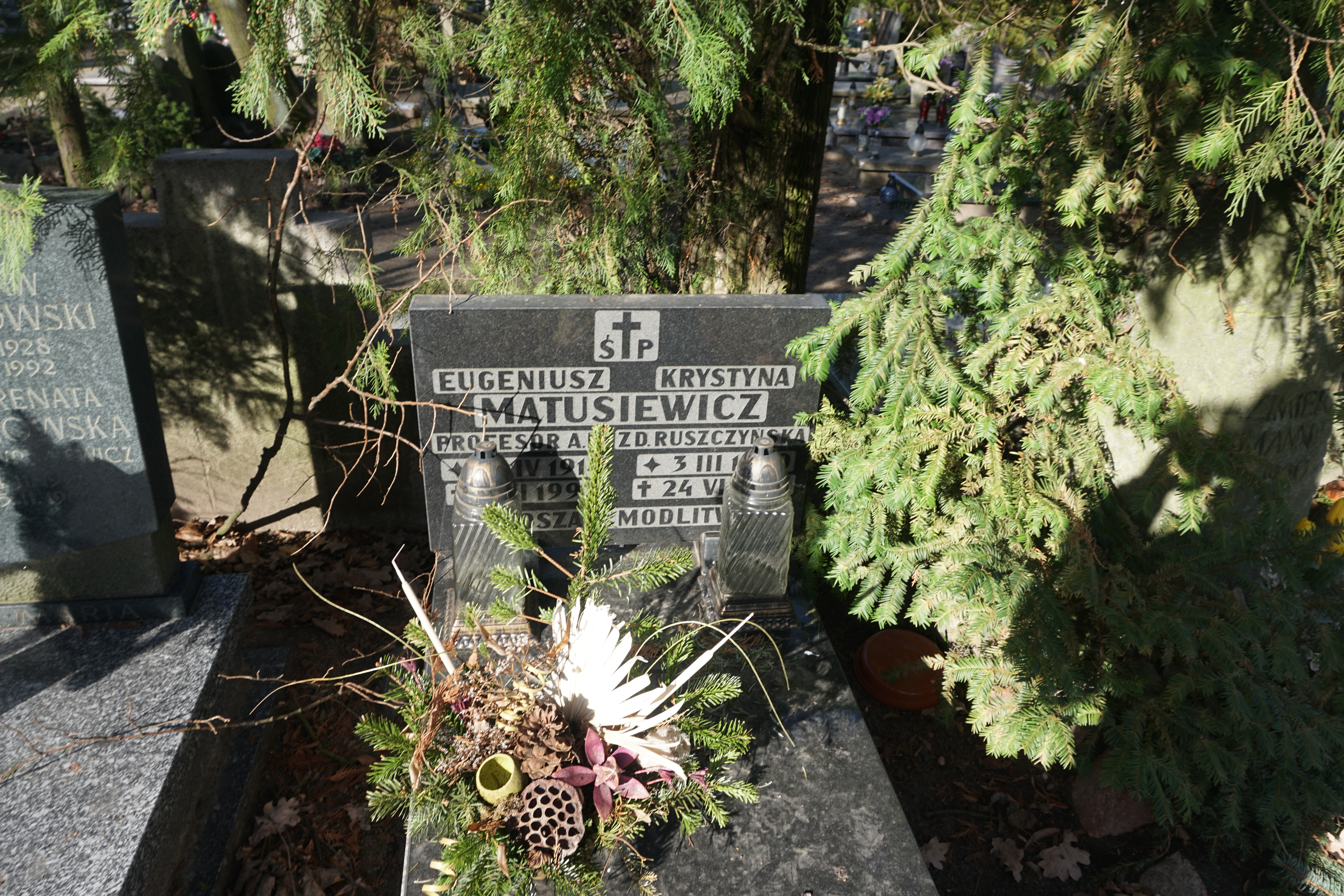
Grób prof. Eugeniusza Matusiewicza na Cmentarzu Sołackim

## Osiągnięcia
Autor 110 publikacji drukowanych w Polsce i za granicą (ponad 50 oryginalnych). Interesował się głównie gospodarką wodną i pokarmową roślin, wpływem temperatury i intensywności światła na wegetację, a także produktywnością i jakością roślin (głównie przemysłowych i specjalnych, ze szczególnym uwzględnieniem tytoniu i konopi). Był promotorem dziewięciu prac doktorskich i prawie stu magisterskich, tworząc polską szkołę agroekologii. Od 1961 do 1964 był przewodniczącym komitetu redakcyjnego Roczników WSR, a potem Roczników AR (od 1972 do śmierci). Wydał jako współredaktor m.in. fundamentalne Dzieje akademickich studiów rolniczych i leśnych w Wielkopolsce 1919–1969 (1970) i 60 lat akademickich studiów rolniczych i leśnych w Poznaniu (1981).

## Odznaczenia
- Krzyż Oficerski Orderu Odrodzenia Polski (1982),
- Krzyż Kawalerski Orderu Odrodzenia Polski (1974),
- Złoty Krzyż Zasługi (1973),
- Medal Komisji Edukacji Narodowej (1984),
- Medal 10-lecia Polski Ludowej,
- Medal 40-lecia Polski Ludowej,
- Odznaka Honorowa Miasta Poznania[1].